# 姚信
姚信（3世纪—？），三国时期孙吴人物，字元道，一字德佑、元直，吴兴郡（今浙江省湖州市）人。

## 生平
姚信是陆逊的外甥，生年不早于建安十二年（207年）。孙权在位时，姚信为太子孙和的官属，后孙和被废，他因亲附太子，而和同是陆逊外甥的顾谭、顾承被流放在外。孙和之子孙皓继位後，追尊孙和为文皇帝，姚信被召回，宝鼎初年官至为太常。
宝鼎二年（267年）七月，派太守大匠薛羽为孙和营立寝堂，号为清庙。十二月，孙皓派遣守丞相孟仁、太常姚信等备官僚中军步骑二千人，用灵舆法驾到明陵迎神主。
《三国志》没有记载姚信的父亲。《新唐书·宰相世系表》称其父名姚敷。

## 成就
姚信师从钱唐范平，研究《坟》《索》。主要作品有《士纬》十卷，清朝马国翰有辑本。根据史志记载，姚信易学著作有《周易注》。宋代已经佚失。清代有辑本。孙堂《汉魏二十一家易注》辑录《周易注》一卷，马国翰《玉函山房辑佚书》辑录《周易姚氏义》一卷。又有《姚氏新书》、《昕天论》、《戒子》。
他认为道德乃是人的一种本质属性，人类受自然的影响而生，圣人为自然产物中最纯正者。认为行为上的善不是对某种目的有意追求，而应是人心（道德意识）的内在要求。《昕天论》是他研治天文易数之学，对地球与太阳运行的规律、节气与温度的变化、昼夜的长短等都有论述。

## 後代
- 玄孫姚郢，劉宋員外散騎常侍、封五城侯
- 七世孫姚菩提，南梁高平縣令
- 八世孫姚僧垣[11]
- 九世孫姚察[12]、姚最。
- 姚察子姚思廉。